# Rheinau (Bade-Wurtemberg)
Pour les articles homonymes, voir Rheinau.
Rheinau est une ville de Bade-Wurtemberg (Allemagne), située dans le nord-ouest de l'arrondissement de l'Ortenau, dont le chef-lieu est Freistett, dans le district de Fribourg-en-Brisgau. La ville partage avec Gambsheim un barrage sur le Rhin.
Des communes portent le même nom en Alsace (Rhinau en français mais Rheinau en allemand) et dans le canton de Zurich (Rheinau). En Allemagne le nom est aussi porté par des quartiers de Mannheim et Rastatt ainsi qu'une zone non incorporée libre de commune se trouvant 40 kilomètres plus loin au sud (en amont).

## Géographie

### Situation géographique
Rheinau se trouve dans le fossé rhénan, directement sur le Rhin à la frontière franco- allemande (voir Haguenau : Toponymie pour plus d'explications sur le suffixe -au).
Le domaine industriel du chef-lieu Freistett s'étend directement jusqu'au passage sur le Rhin vers la France au niveau du Barrage hydro-électrique de Gambsheim.
Kehl se trouve à 10 km des quartiers les plus au sud (Linx et Honau) et Strasbourg à 17 km. C'est la commune la plus au nord de l'arrondissement de l'Ortenau

### Découpage administratif de la ville

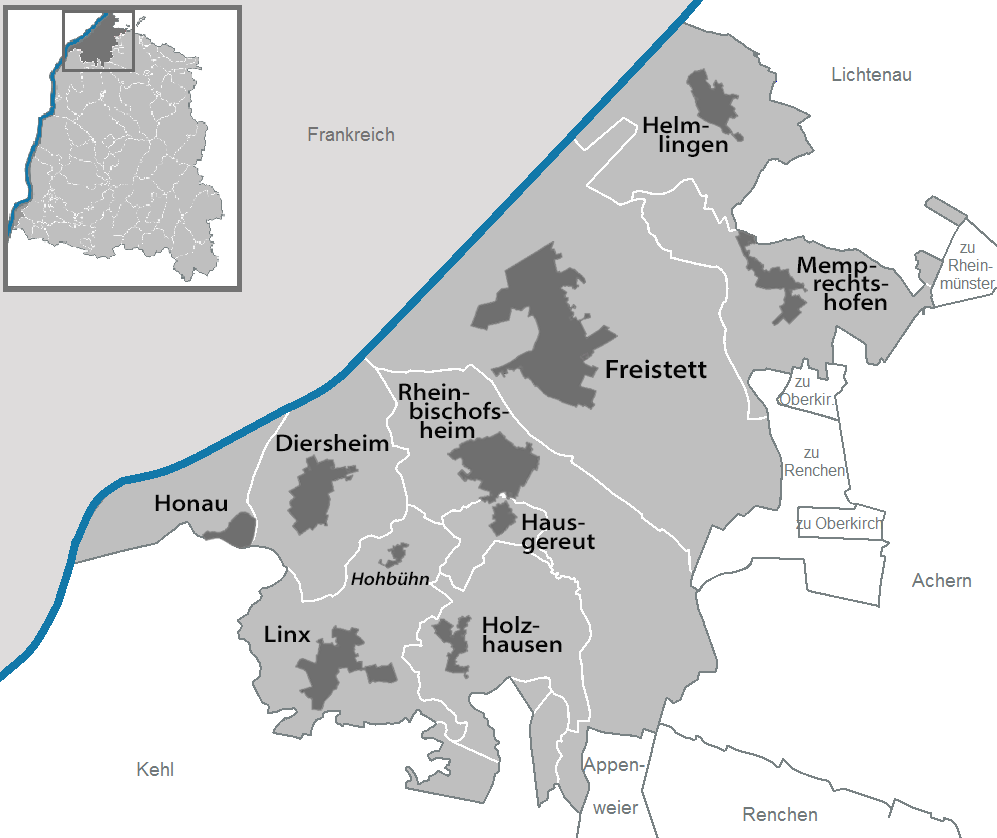
Plan de Rheinau

Politiquement Rheinau se divise en neuf localités ou quartiers : Freistett, Diersheim, Hausgereut, Helmlingen, Holzhausen, Honau, Linx, Memprechtshofen et Rheinbischofsheim. Abstraction faite du chef-lieu Freistett, où se trouve l'Hôtel de ville, des conseils, présidés par un Ortsvorsteher, sont élus dans tous les quartiers.
En outre, les quartiers forment huit zones résidentielles selon la loi bade-wurtembourgeoise sur les communes, les quartiers de Rheinbischofsheim et Hausgereut étant réunis en une seule zone.
À côté des neuf localités se trouve en outre le hameau de Hohbühn qui est administrativement rattaché à Linx. Dans le nord-est de Rheinau se situe l'habitat dispersé de Maiwald, qui s'étend aussi sur les villes voisines d'Achern et de Renchen.
Sur les terres communales subsistent aussi les restes d'un certain nombre d'anciens villages médiévaux qui ont été dévastés pendant la guerre de Trente Ans.

#### Diersheim

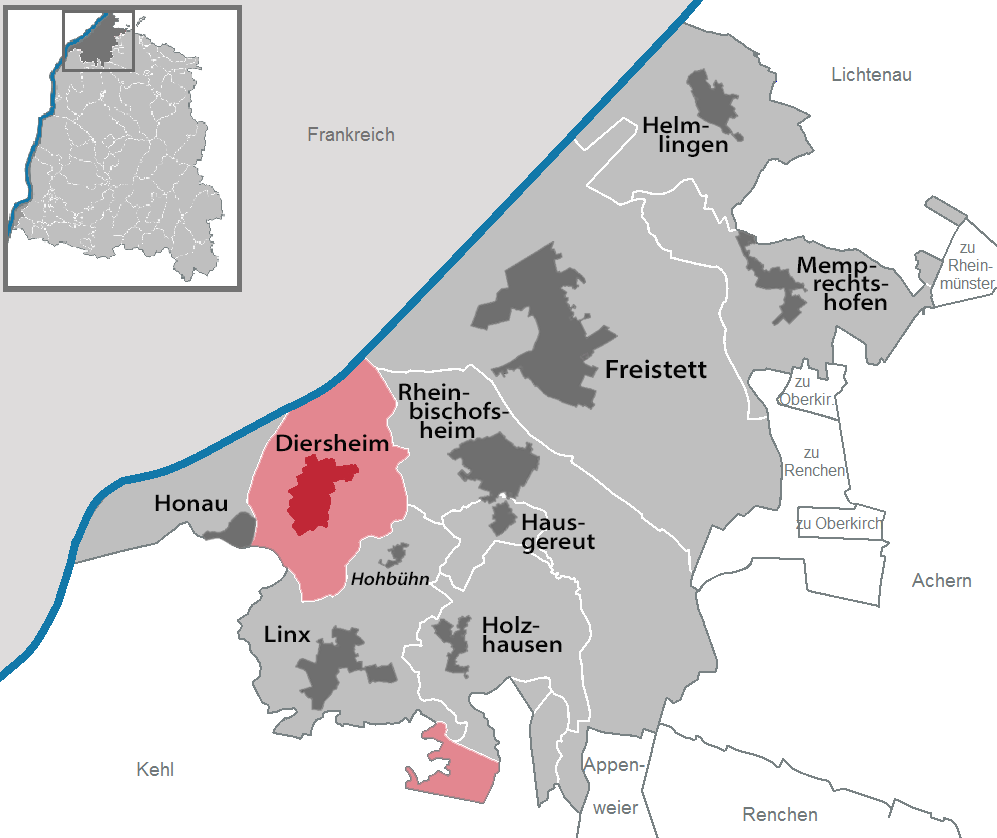
Diersheim, au sein de Rheinau.

Un site funéraire suèbe dans le territoire d'Oberfeld, comprenant 48 urnes et fosses de crémation, prouve que des tribus germaniques se sont installées dans le district de Diersheim dès l'époque romaine. Plusieurs éléments trouvés dans des tombes, en particulier des poteries, témoignent d’un commerce intense avec les voisins romains. Une importante voie romaine, l’Argentoratum, qui relie l'actuel Strasbourg à Aquae (Baden-Baden), traverse alors les environs. Le Rhin est également utilisé par les Romains comme un axe important pour le transport de marchandises. Dans les environs de Diersheim, on trouve de plus petites colonies romaines près de Helmlingen et Auenheim. Cependant, il n'y a pas d'indication d'un accaparement de terres par les Suèves, à Rheinau et dans les communes environnantes.
La plus ancienne mention de Diersheim qu’on ait conservée date de 1241, en relation avec la l’église Sainte-Brigitte. Le village de Diersheim se trouve dans le bailliage de Lichtenau, dans la Seigneurie de Lichtenberg. C’est un fief de l'évêque de Strasbourg , le premier fief remonte probablement à 1274. En 1335, la lignée intermédiaire et la lignée cadette de la maison de Lichtenberg (maison alsacienne) (de) se partagent les terres. Au cours de ce processus, le bailliage de Lichtenau -et par conséquent Diersheim - tombe aux mains de Louis III de Lichtenberg, qui fonde la ligne cadette de la maison.
Anne de Lichtenberg (* 1442 ; † 1474) est la fille de Louis V de Lichtenberg (* 1417 ; † 1474), et l'une des deux héritières ayant des droits sur la succession de Lichtenberg. En 1458, elle épouse le comte Philippe Ier de Hanau-Lichtenberg (* 1417 ; † 1480), qui a reçu une petite part du Comté de Hanau (en), afin de pouvoir l'épouser. Par ce mariage, le comté de Hanau-Lichtenberg est créé. À la mort du dernier Lichtenberger, Jacques de Lichtenberg, un oncle d'Anne, Philippe Ier de Hanau-Lichtenberg reçoit la moitié de la Seigneurie de Lichtenberg en 1480. L'autre moitié va à son beau-frère, Simon IV. Wecker (de) du comté de Deux-Ponts-Bitche. Le bailliage de Lichtenau appartient à la partie de Hanau-Lichtenberg, dont les descendants de Philippe et Anne héritent.
Avec la mort du dernier comte de Hanau, Jean-Reinhard III de Hanau-Lichtenberg, en 1736, l'héritage - et avec lui le bailliage de Lichtenau avec Diersheim - revient au fils de sa fille unique, Charlotte de Hanau-Lichtenberg, le landgrave Louis IX de Hesse-Darmstadt.
La bataille de Diersheim a lieu du 20 au 21 avril 1797.
Avec le Recès d'Empire en 1803, le bailliage et le village de Diersheim sont attribués à l'Électorat de Bade nouvellement formé.
Jusqu'au 31 décembre 1973, Diersheim est une commune indépendante. La réforme administrative du Bade-Wurtemberg, lancée le 26 mars 1968, n'a d'abord pas beaucoup de succès à Diersheim. La « Deuxième loi pour le renforcement du pouvoir administratif des communes », adoptée par le Land le 16 juin 1970, conduit à des négociations entre les conseils municipaux de Diersheim et de Rheinbischofsheim. Le 20 juin 1973, une communauté administrative est scellée pour la fin de l'année. Diersheim peut négocier un accord complémentaire d'investissement. Le 1e janvier 1974, à l'issue de négociations bilatérales, l'intégration de Diersheim dans Rheinbischofsheim est scellée d'un commun accord. À la suite des interventions répétées de différents députés du parlement du Land, les communes de Rheinbischofsheim et de Freistett décident, au cours de négociations difficiles, de fusionner pour former la commune de Rheinau, ce qui est fait le 1er janvier 1975,.

#### Honau
Le territoire de Honau se compose dans une large mesure de forêt alluviale et d'eau, comme le canal latéral du Rhin, prisé pour le canoë-kayak. À l'ouest et au nord-ouest, le territoire est bordé par le Rhin, où se trouve également un port.
En 720, l’abbaye de Honau est fondée sur une île du Rhin. Elle appartient au diocèse de Strasbourg et est incorporée à la juridiction de Renchen. Jusqu'en 749, les Étichonides s'assurent la possession du monastère, qui s'appelait "Hoinaugia". D'autres noms au cours du temps sont "Hoinowa" (870), "Honaugia" (1119), "Honauwia" (1199) et "Honow" (1268). En 884, l'empereur Charles III le Gros confirme les domaines dans plus de 40 communautés alsaciennes. Au XIe siècle, le monastère est transformé en monastère de chanoines et transféré à Rhinau sur la rive gauche du Rhin en 1290. En 1398, le monastère est transféré de Rhinau à l’église Saint-Pierre-le-Vieux de Strasbourg.
Le village lui-même est mentionné pour la première fois en 1233. Jusqu'en 1468, les paroisses de Honau comprenaient les villages de la Wantzenau et d'Albertzheim, maintenant en Alsace (France). En 1480, l'église du monastère et probablement une partie du village sont détruits par une inondation du Rhin.
Pendant la guerre de Trente Ans, de 1618 à 1648, 300 fermiers fuient la Wantzenau et d'autres villages de la région pour Honau. De plus, le bailli Reinhard von Schauenburg envoie 30 hommes à Honau pour renforcer la "Hanauer Rheinwache" (garde rhénane de Honau). Dans les années 1636 et 1637, la peste sévit également dans le Hanauerland.
En 1675, Honau est occupé par les troupes du maréchal Turenne et un passage sur le Rhin est construit.
En 1730, une église est construite et le prince évêque Cardinal de Rohan élève Honau au rang de paroisse indépendante. Lors de la Première Coalition de 1792 à 1797, Honau est occupé par les troupes impériales pour protéger la frontière rhénane. Au "Scharfen Eck", une batterie avec 2 canons est installée.
L'église actuelle Saint-Michel est construite en 1845. Dans les années 1870 et 1871, un bombardement de l’artillerie basée à la forteresse de Strasbourg a lieu.
En 1944, pendant la Seconde Guerre mondiale, un habitant trouve la mort dans un bombardement d'artillerie français, qui détruit cinq maisons et en endommage 22 autres.
Le 1er juillet 1975, Honau est incorporée à la ville de Rheinau, nouvellement créée.

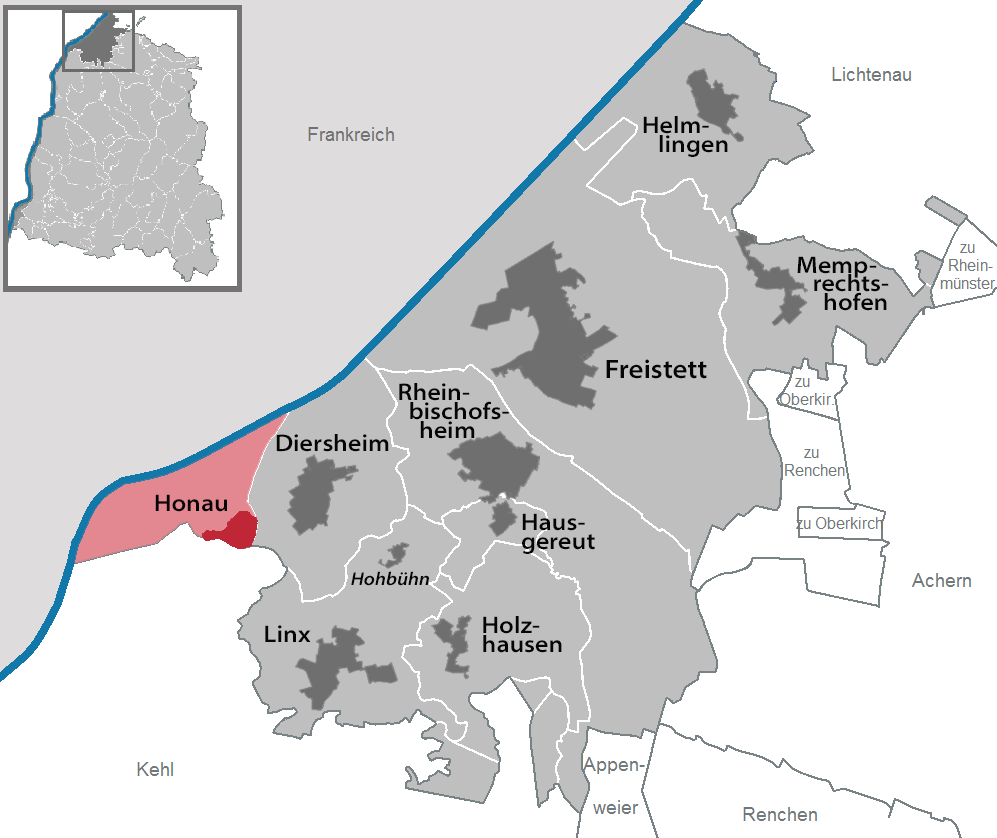
Honau, au sein de Rheinau

### Communes limitrophes
La ville jouxte au nord la ville de Lichtenau dans l'arrondissement de Rastatt, à l'est la ville d'Achern, au sud-est la ville de Renchen, au sud la ville de Kehl et à l'ouest les communes françaises de La Wantzenau, Gambsheim et Offendorf.
La commune voisine de La Wantzenau, à l'instar de Rheinau, appartient à l'Eurodistrict Strasbourg-Ortenau.

### Jumelage
Gambsheim (France) depuis le 22 juin 2019

## Histoire
La ville de Rheinau est fondée à la suite de la réforme des communes bade-wurtembourgeoises, cette réforme a eu lieu dans les années 1968-1975 et avait le but de créer des communes plus efficaces. Cela devait être atteint par une unité administrative plus grande pour permettre un travail plus effectif.
Ainsi, le 1er janvier 1975, est mis en place l'union des communes de Freistett et de Rheinbischofsheim sous le nom « Freistett-Rheinbischofsheim » avant de prendre par un vote civil son nom de Rheinau. Cependant plusieurs communes avaient précédemment déjà été incorporées à Rheinbischofsheim ou à Freistett. Pour Rheinbischofsheim : le 1er janvier 1973 la commune de Hausgereut, le 1er janvier 1974 la commune de Diersheim, le 1er avril 1974 la commune d'Holzhausen et le 1er janvier 1975 la commune de Honau. Pour Freistett : le 1er juillet 1971 la commune de Memprechtshofen et le 1er octobre 1974 la commune de Helmlingen. Toutes ces communes appartenaient avant la réforme des arrondissements du Bade-Wurtenberg de 1973 à l'arrondissement de Kehl.

## Blasons

### Blason de Rheinau
Les armoiries de Rheinau sont : "Lion noir sur bouclier d'or à bordure rouge sang."

### Blason des localités

Freistett
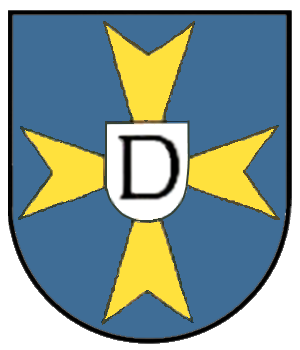
Diersheim
Hausgereut
Helmlingen
Holzhausen
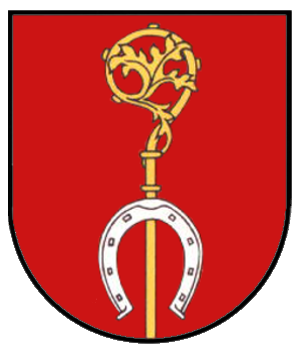
Honau
Linx
Memprechtshofen
Rheinbischofs-heim

## Culture et curiosités
- Vie culturelle de la ville de Rheinau : organisations de festivités du domaine du cabaret dans la salle polyvalente
- Musée du pays de Rheinau à Freistett
- Le cimetière et mémorial du Panzergraben à Freistett
- Le cimetière juif de Freistett
- Le cimetière juif de Rheinbischofsheim
- Forêt cinéraire Friedwald à Memprechtshofen[8]
- Piste de bowling historique à d'Holzhausen
- Reconstitution d'une installation de capture de canard à l'échelle 1:10 à Memprechtshofen

### Édifices remarquables
- L'église protestante de Rheinbischhofsheim est, avec ses 56 m de haut, la plus grande église du pays de Hanau. Elle a été construite en 1876 et a subi un assainissement intérieur en 1998.
- La chapelle Saint-Nicolas, appelé « Heidenkirchl », dans le quartier de Freistett. Elle est l'édifice le plus ancien du pays de Hanau.
- L'église Saint-Nicolas (souvent faussement appelée "chapelle Saint-Nicolas" ) dans le quartier de Hausgereut.
- L'Hôtel de ville de Diersheim.
- Barrage hydro-électrique de Gambsheim

### Manifestations régulières
- Un marché hebdomadaire a lieu chaque vendredi matin à Freistett sur la place du marché.
- Dialecte, culture et littérature dans le Kulturcafé ainsi que dans le Nachtcafé.
- « Diersheimer Winter » : manifestation organisée par les artistes et conférenciers de la région au cours de l'hiver à Diersheim.
- Culture dans le « Kuhstall » (= l'étable) à Freistett.
- Carnaval dans presque tous les quartiers, chaque jour entre le Jeudi Gras et le Mercredi des Cendres dans les « citadelles » Rheinbischofsheim et Diersheim.

## Économie et infrastructure

### Voies de communication et transports

#### Transports en commun
La ville est reliée par les autobus de la compagnie TGO (Tarifverbund Ortenau) avec Achern, Lichtenau, Bühl et Kehl. De par sa proximité avec l'arrondissement de Rastatt et avec l'agglomération de Strasbourg, Rheinau est considéré comme lieu de passage par les syndicats de transports de Karlsruhe et de la Communauté Urbaine de Strasbourg, profitant ainsi de tarifs spéciaux.

#### Réseau routier
La Landesstraße 75 traverse le territoire de la ville entre Linx et Memprechtshofen. Les bretelles d'accès aus autoroutes les plus proches sont à Achern (Bundesautobahn 5) et Offendorf (Autoroute A35 ) en France, respectivement à 9 et à 7 km de Freistett.
La K 5373 (de Diersheim à Auenheim) devient chaque printemps la "route des narcisses", certains étant même plantés par des particuliers sur les bords des routes entre les localités.

#### Réseau fluvial
À côté du barrage hydro-électrique se trouve un chantier maritime et un port de plaisance. À Honau, Diersheim et Freistett on trouve des quais d'entreprises de production de gravier.

### Enseignement et Formation
Rheinau a de nombreuses institutions :
- Le lycée Anne-Frank
- Le collège de Rheinau
- La Pestalozzischule à Memprechtshofen
- L'école élémentaire et secondaire Wilhelm-Rohr-Schule
- L'école élémentaire et secondaire à Rheinbischofsheim
- Ainsi que diverses petites écoles élémentaires
- Deux jardins d'enfants protestants et sept communaux.

### Entreprises locales
Les employeurs principaux de la ville sont entre autres Brunner GmbH, HPF Hermann Peter KG Freistett, Klotter Elektrotechnik GmbH, RMA
Pipeline Equipment, Stage Concept GmbH, Weber Fertighaus à Linx, Ytong Südwest GmbH, Zimmer Fruchtsäfte et Zimmer Group à Freistett.
La Centrale Électrique Rhénane de Gambsheim (CERGA), comme concessionnaire du barrage hydro-électrique est une filiale commune de EDF (Eléctricité de France) et de l'allemand EnBW (Energie Baden-Württemberg AG).

### Associations sportives
- SV Diersheim en 1921, SV Freistett en 1921, SV Linx en 1949, TuS Helmlingen en 1920, SV Honau en 1948, TuS Memprechtshofen en 1921.
- « Union de gymnastique de Freistett » fondée en 1894 et avec un effectif de plus de 1000.

## Personnalités

### Fils et Filles de la ville
- Charles Louis Schulmeister (1770-1853), né à (Neu-)Freistett, agent secret de premier ordre au service de Napoléon Bonaparte.
- Georg König (1897-1976), né à Diersheim, agriculteur et homme politique (FDP/DVP), député de landtag.

### Habitants éminents
- Clementine Krämer (1873-1942), écrivaine allemande.
- Gottlob Schlörer (1891-1976), explorateur et naturaliste, habitait par moments à Diersheim, mort à Bühl-Ottersweier.
- Hans Weber, entrepreneur, en 1936, le pionnier de la construction en préfabriqué.
- Matto Barfuss, artiste.
- Gerd Birsner, chansonnier, journaliste et animateur radio (SWR 4).

### Personnes en relation avec Rheinau
- Roland Wagner, ancien footballeur français, jouait en 1990-1993 pour le SV Linx.